# Формули Деламбра

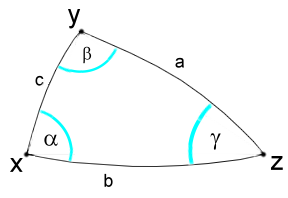
Сферичний трикутник.

Формули Деламбра у сферичній тригонометрії виражають співвідношення між усіма шістьма елементами сферичного трикутника — трьома сторонами і трьома кутами.

## Опис
Формули Деламбра мають такий вигляд:
{\displaystyle \sin {\frac {\alpha +\beta }{2}}={\frac {\cos {\frac {a-b}{2}}}{\cos {\frac {c}{2}}}}\cdot \cos {\frac {\gamma }{2}}}
{\displaystyle \sin {\frac {\alpha -\beta }{2}}={\frac {\sin {\frac {a-b}{2}}}{\sin {\frac {c}{2}}}}\cdot \cos {\frac {\gamma }{2}}}
{\displaystyle \cos {\frac {\alpha +\beta }{2}}={\frac {\cos {\frac {a+b}{2}}}{\cos {\frac {c}{2}}}}\cdot \sin {\frac {\gamma }{2}}}
{\displaystyle \cos {\frac {\alpha -\beta }{2}}={\frac {\sin {\frac {a+b}{2}}}{\sin {\frac {c}{2}}}}\cdot \sin {\frac {\gamma }{2}}}
Ці формули можна безпосередньо застосовувати для розв'язування косокутних сферичних трикутників за двома сторонами та кутом між ними і за двома кутами та прилеглої до них стороною (в обидвох випадках маємо систему чотирьох рівнянь із трьома невідомими). Однак на практиці для цього частіше використовуються формули аналогії Непера, які легко виводяться із формул Деламбра.
Схожі співвідношення відомі у планіметрії як формули Мольвейде.

## Історія
Формули Деламбра були наведені Жаном-Батистом Деламбром в астрономічному щорічнику Connaissance des Temps на 1809 рік, виданому 1807 року. Вони також згадувалися Гаусом у його роботі «Теорія руху небесних тіл», виданій 1809 року, тому іноді називаються формулами Гауса.